# Ezra Sims
Ezra Sims (Birmingham (Alabama), 16 januari 1928 – Boston, 30 januari 2015) is een Amerikaans componist en muziekpedagoog.

## Levensloop
Sims studeerde aan de Yale School of Music in New Haven (Connecticut) en aan het Mills College in Oakland (Californië) en behaalde daar zijn Master of Arts in 1956. Van 1958 tot 1962 en van 1965 tot 1974 werkte sims als bibliothecaris van de Harvard-universiteit in Cambridge (Massachusetts). Van 1976 tot 1978 doceerde hij aan het New England Conservatory in Boston (Massachusetts).
Sims is vooral bekend als schrijver van microtonale muziek. In 1959 maakte hij als componist van dodecafonische werken zijn debuut tijdens een componisten forum programma in New York. Vanaf 1960 legde hij zijn focus op het componeren van microtonale muziek, wat hij meestal sindsdien exclusief deed - naast enige jaren, waar hij geluidsbanden maakte voor dansers en muzikanten. Zijn muziek wordt uitgevoerd van Tokio tot Salzburg.
Hij ontving verschillende prijzen en onderscheidingen, zoals het Guggenheim Fellowship, de Koussevitzky commission, de American Academy of Arts and Letters Award en anderen. Als lector voor zijn muziek werkte hij in de Verenigde Staten en daarbuiten, zoals bij het Hamburger Musikgespräch in 1994, de tweede Naturton Symposium in Heidelberg in 1992 en het 3e en 4e Symposium Mikrotöne und Ekmelische Musik aan de Universität für Musik und Darstellende Kunst "Mozarteum" Salzburg in 1989 en 1991. In 1992 en 1993 was hij lector aan het Richter Herf Institut für Musikalische Grundlagenforschung van de Universität für Musik und Darstellende Kunst "Mozarteum" Salzburg.
Als componist schreef hij werken voor verschillende genres.

## Composities

### Werken voor orkest
- 1958 Le Tombeau d’Albers, voor orkest
- 1977 Yr Obedt Servt
- 1981 yr obedt servt II
- 1983 Pictures for an Institution, voor kamerorkest
- 1990 Concert Piece, voor altviool, dwarsfluit, klarinet, cello en klein orkest
- 2006 Concert Piece II, voor twee klarinetten en klein orkest

### Werken voor harmonieorkest
- 1976 Longfellow Sparrow
- 1984 Night Unto Night

### Missen en cantates
- 1954 Chamber Cantata on Chinese Poems, voor tenor, dwarsfluit, klarinet (basklarinet), altviool, cello en klavecimbel - tekst: anoniem, Wang Wu-Shih, Su Shih, Wang Wei, Su T'ing, Li Po, P'ai Yu-Ch'en
- 1955 Mass, voor 2 sopranen, 3 alt, 2 tenoren en bas
- 1960 Three Songs (Cantata 1960), voor tenor en orkest

### Werken voor koren
- 1974 The Bewties of the Futeball, voor vijfstemmig kinderkoor, blokfluiten en piano

### Vocale muziek
- 1951/1975 Chanson d’aventure: Nou Sprinkes the Sprai, voor tenor en klavecimbel
- 1957 Brief Glimpses Into Contemporary French Literature, voor vier countertenoren en piano - tekst: David Stacton
- 1958 What God Is Like To Him I Serve?, voor sopraan, alt, tenor en bas - tekst: Mistress Anne Bradstreet
- 1958/1977 Three Cradle Songs, voor mezzosopraan, gitaar en twee klarinetten
- 1960 Sieben Spencer-Lieder, voor sopraan en piano - tekst: Sylvia Spencer
- 1963 Cantata III, voor mezzosopraan en slagwerk
- 1967 In Memoriam Alice Hawthorne, voor spreker, tenor, bariton, 4 klarinetten, hoorn en marimba vierhandig - tekst: Edward Gorey
- 1975 The Temptations at the Siege of Air and Darkness, voor zangstem, piano en verschillende instrumenten - tekst: T.H.White
- 1976 Celebration of Dead Ladies, voor mezzosopraan, altfluit, bassethoorn, altviool en cello - tekst: F. R. Higgins
- 1976 Elegie nach Rilke, voor sopraan, dwarsfluit, klarinet, viool, altviool en cello - tekst: Rainer Maria Rilke
- 1978 Come Away, voor mezzosopraan, altviool, klarinet, altfluit, hoorn, trombone en contrabas - teksten: Campion, Fletcher, Hardy, Whitman
- 1980 Song, voor mezzosopraan, klarinet en altviool - tekst: Wystan Hugh Auden
- 1985 The Conversions, voor acht solisten (SSAATTBB) - tekst: Harry Mathews
- 1996 If I Told Him, voor alt en cello - tekst: Gertrude Stein
- 1997 Aeneas On the Saxophone, voor sopraan, alt, tenor, bas solo, 2 klarinetten, hoorn, trombone, altviool en contrabas - tekst: Osbert Lancaster
- 1997 Two Encores, voor mezzosopraan en cello - tekst: Marie-Françoise-Catherine de Beaureau
  1. Sentir avec ardeur
  2. Vocalise
- 2000 Encores: Three Parlor Songs, voor alt en cello - tekst: Firbank, Lear, Chivers
- 2006 Im Mirabell, voor bariton, dwarsfluit, klarinet, viool, altviool en cello - tekst: Georg Trakl

### Kamermuziek
- 1957 Sonata, voor cello en piano
- 1957 12 Arabesques, voor cello en piano
- 1959 Strijkkwartet (Nr. 1)
- 1961 Sonate concertante, voor hobo, viool, cello, contrabas en strijkkwartet
- 1962 Strijkkwartet Nr. 2
- 1971-1975 Oboe Quartet, voor hobo, viool, altviool en cello
- 1973 II variations, voor hobo, viool, altviool en cello
- 1975 Grave Dance, voor 2 violen, altviool, cello en piano
- 1978 Midorigaoka, voor 2 violen, 2 altviolen en cello
- 1981 Sextet, voor klarinet, altsaxofoon, hoorn, viool, altviool en cello
- 1981 Phenomena, voor dwarsfluit, klarinet, viool, altviool en cello
- 1982 Quartet, voor dwarsfluit, viool, altviool en cello
- 1983 Sexteta, voor 3 klarinetten, viool, altviool en cello
- 1983 This Way to the Egress or Manners Makyth Man, voor viool, altviool en cello
- 1984 Strijkkwartet Nr. 4
- 1986 Wedding Winds, voor 3 klarinetten
- 1987 Quintet, voor klarinet, 2 violen, altviool en cello
- 1987 Night Piece: In Girum Imus Nocte et Consumimur Igni, voor dwarsfluit, klarinet, altviool en cello met elektronische klanken
- 1992 Invocation, voor 3 dwarsfluiten, zangstem, altviool, contrabas en kwartstoon-gitaar
- 1995 Stanzas, voor dwarsfluit, 3 klarinetten, altklarinet en cello
- 1999 Music for the “Kubla Khan” of Coleridge I, voor gamelan en kamerensemble
- 2000 Strijkkwartet Nr. 5
- 2003 Musing and Reminiscence, voor dwarsfluit, klarinet, viool, altviool en cello
- 2005 -- furthermore …, voor klarinet en altviool

### Werken voor piano
- 1957 Sonatine
- 1958 Grave Dance
- 1962 Büchlein for Lyon

### Elektronische muziek
- 1959 Music for the “Kubla Khan” of Coleridge II, voor geluidsband collage
- 1968 McDowell’s Fault or The Tenth Sunday After Trinity, voor geluidsband collage - choreografie: Toby Armour
- 1969 A Frank Overture. Four Dented Interludes. And Coda, voor musique concrète collage - choreografie: James Waring (Spookride)
- 1969 Commonplace Book or A Salute To Our American Container Corp, voor musique concrète collage
- 1969 The Duchess of Malfi: Toby Armour Her Toy, voor musique concrète - choreografie: Toby Armour
- 1970 Real Toads, voor musique concrète en dansers - choreografie: Cliff Keuter (Now Is The Hour In the Wild Garden Grown Blessed)
- 1970 Clement Wenceslaus Lothaire Nepomucene, Prince Metternich (1773-1859) IN MEMORIAM, voor gecombineerde geluidsbanden - choreografie: Toby Armour (Abalone Co)
- 1971 Temptation - Introduction to and interludes between four recorded tangos, voor gecombineerde geluidsbanden - choreografie: Lois Ginandes
- 1972 Ground Cover, voor gecombineerde geluidsbanden - choreografie: Toby Armour
- 1972 Museum Piece, voor geluidsband collage
- 1973 Where the Wild Things Are, voor spreker en gecombineerde geluidsbanden - tekst: Maurice Sendak - choreografie: Toby Armour
- 1975 After Lyle or Untitled, musique concrète - choreografie: Toby Armour (Fragments of Garden)
- 1975 Behold Icarus, voor gecombineerde geluidsbanden
- 1977 Collage XIII (The Inexcusable), voor geluidsband collage en dansers - choreografie: Jane Plum

## Publicaties
- Ezra Sims: Reflections on This and That (Perhaps a Polemic)., Perspectives of New Music, Vol. 29, No. 1 (Winter, 1991), pp. 236–257
- Ezra Sims: Tonality in my Harmonically Based Microtonality., Lecture. Naturton-Symposion, Heidelberg, 17 Oct. 1992.
- Ezra Sims: Yet Another 72-Notet., Computer Music Journal 12 (1988): 28-45.
- Robert J. Harrison: Some Dream Songs by James Dashow; Songs from Water Street by Bruce Saylor; Come Away by Ezra Sims, in: American Music, Vol. 16, No. 3 (Autumn, 1998), pp. 362–363